# 邓亚萍
鄧亞萍（1973年2月6日—），生于河南郑州，籍贯湖南新宁，原中国女子乒乓球队运动员，曾任人民日报社副秘书长，欧美同学会副会长。从1990年至1997年，她占据国际乒联的世界女子排行榜首位8年之久，被认为是乒乓球历史上最伟大的女子选手之一。

## 生平

### 运动员生涯
邓亚萍5岁时开始乒乓球启蒙训练，1982年获得全国业余体校分区赛单打冠军，但因身材矮小，在河南省集训队训练仅15天后就被退回。此后，郑州市成立专业乒乓球队，邓亚萍获得了郑州乒乓球队教练李凤朝的注意，此后邓亚萍在郑州市队连续3年独揽少年赛单打冠军，上任不久的河南省女队总教练关毅1986年初将邓亚萍借调到省队，邓亚萍遂与队友于1986年4月在湖南怀化夺得全国乒协杯比赛河南省团体冠军，当年年底又在全国锦标赛上代表河南队夺得团体和个人冠军，李凤朝因此开始着手将邓亚萍引荐至国家队，而当时中国女乒主教练张燮林也注意到了邓亚萍，但两次试图引荐均告失败，第三次提议时，张燮林认为邓亚萍的优势在于“对方所有的回球相对而言对于邓亚萍都是高球”，邓亚萍因此得以被招入国家队。
邓亚萍16岁时就夺得了首个世界冠军。从1989年到1997年，她获得了6次世界乒乓球锦标赛冠军和4枚奥运会金牌。早期打球時的口頭禪是：“漂亮！”

### 退役后
1997年退役之后，邓亚萍在清华大学获得学士学位，诺丁汉大学获得硕士学位。2006年她开始在剑桥大学（剑桥大学耶稣学院）攻读博士学位，并于2008年11月29日获得剑桥大学土地经济学 (Land Economy)博士学位。她的博士答辩论文的题目是：The impact of the Olympic Games on Chinese development: A multi-disciplinary analysis（奥林匹克运动会对中国发展的影响：多领域分析）。她说：“当时是这样一个梦想，但觉得自己没有这个机会。后来真的在剑桥读博士，也确实付出了非常多的代价。回过头来想，是非常值得的。对11年的求学生涯作个总结，我觉得只要敢想，并且脚踏实地去做，你还是可以成功的。”
1997年，邓亚萍成为国际奥委会运动员委员会的一名代表。2003年，邓亚萍入选国际乒联名人堂。
2009年4月，邓亚萍就任共青团北京市委副书记。2010年10月，邓亚萍出任人民日报社副秘书长、人民搜索总经理。她随后接受媒体采访时称“百度现在是众矢之的，地位和我那时候打球的感觉一样，第一和第二差距比较远。”她表示，百度应该学习中国乒乓球队的养狼计划，让对手强大起来再去打败，“我们本身代表的是国家，你不用打败我们，你应该多帮助我们，多给我们出主意。我们最重要的不是赚钱，而是履行国家职责。”之后新闻表明她在试图为人民网打造“搜索国家队”引擎失败，即刻搜索关闭。
2010年，由于她的评论引起了争议。一名学生问她“怎样才能迅速晋升？”，她回答说“当你的个人价值与国家利益重叠时，你的价值将无限制地扩大。”后来，她还说“中华人民共和国成立62年来，人民日报尚未发布一条假新闻。”
2016年11月，成为清华大学苏世民学院的导师。
2018年12月，入選“中国改革开放海归40年40人榜单”。
2023年8月12日，邓亚萍在个人微博发布严正声明，称有关“邓亚萍涉嫌贪腐、被带走调查”等消息纯属造谣污蔑。

## 家庭
邓亚萍2004年与乒乓球运动员林志刚结婚，2006年在法国巴黎产下一子。

## 外部連結
- 邓亚萍在国际奥林匹克委员会的资料
- 新浪资料 （页面存档备份，存于）
- 中国奥委会资料
- 剑桥大学土地经济系